# Bušín
Bušín (in tedesco Buschin) è un comune della Repubblica Ceca facente parte del distretto di Šumperk, nella regione di Olomouc.